# Linha Garças a Belo Horizonte (Estrada de Ferro Oeste de Minas)
A Linha Garças de Minas a Belo Horizonte é uma ferrovia transversal brasileira, em bitola métrica, que interliga a antiga Linha Tronco da Rede Mineira de Viação (RMV), no município de Iguatama (MG) à Belo Horizonte, capital do estado de Minas Gerais. Atualmente, está concedida à Ferrovia Centro-Atlântica.

## História
A linha Garças de Minas a Belo Horizonte da Estrada de Ferro Oeste de Minas foi aberta entre 1911 e 1916. Chegou à sua estação, em Belo Horizonte, somente em 1920. Ligava a capital a Garças de Minas, na época, município de Formiga, onde se entroncava com a Estrada de Ferro Goiás. Este trecho hoje encontra-se em operação pela Ferrovia Centro-Atlântica e é parte da EF-262.

## Operação
A linha férrea foi privatizada em 1996, sendo concedida para a empresa Ferrovia Centro-Atlântica, pela RFFSA. Atualmente é operada pela concessionaria VLI. É parte do corredor de cargas que interliga o estado de Goiás e o Triângulo Mineiro aos portos do Espírito Santo, via EFVM.